# Olivův dům čp. 1032/14 v Divadelní ulici
Olivův dům čp. 1032/14 v Divadelní ulici je novorenesanční dům na Starém Městě v Praze 1 v Divadelní ulici. Dům si v roce 1876 postavil Alois Oliva podle návrhu významného českého architekta 19. století Antonína Wiehla. Autorem návrhu sgrafit na fasádě je Josef Tulka, vlysu Vítězný průvod Záboje a Slavoje Josef Václav Myslbek. Dům je zapsán v Ústředním seznamu kulturních památek.

## Popis domu

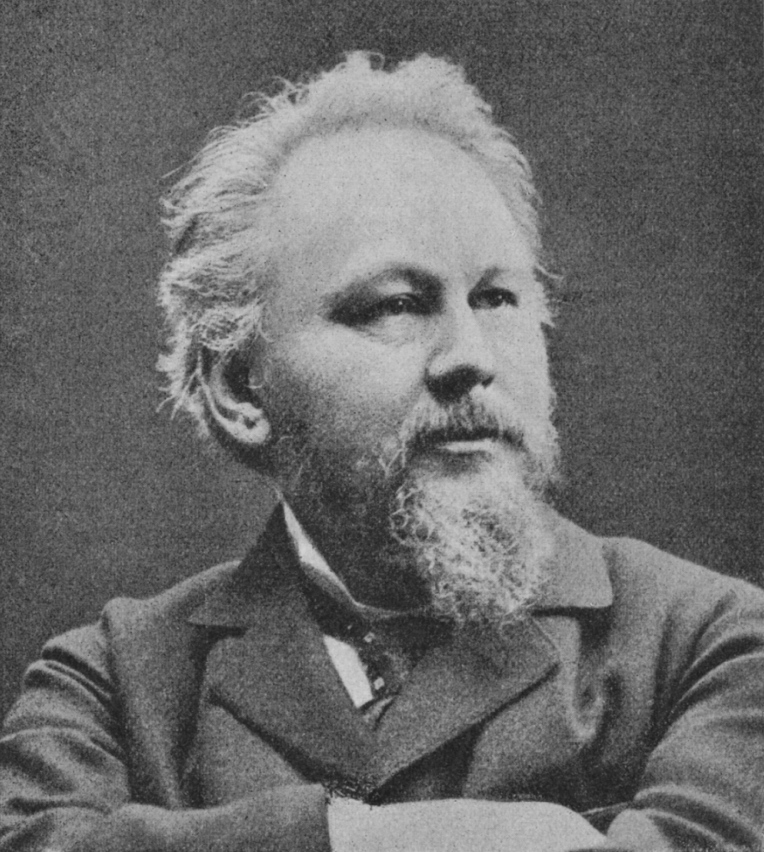
Antonín Wiehl – architekt

Řadový třípatrový novorenesanční činžovní dům se sedmi osami je situovaný uprostřed domovního bloku s průčelím do Divadelní ulice. Wiehlův návrh (1874) je ovlivněný italskou renesancí. V přízemí a prvním patře plochá rustika, nad 1. patrem konzolová římsa, druhé a třetí patro hladké. Podle Wiehlova návrhu postavil v roce 1876 Wiehl s Janem Zeyerem. Wiehl měl v tomto domě po jeho dokončení svou kancelář. V roce 1886 kancelář přestěhoval do nového domu v Jízdecké (dnešní Havlíčkově) ulici.

### Sgrafita a výzdoba fasády
V návrhu průčelí Wiehl pouze vymezil plochu pro sgrafita a svou představu o barvě a námětech výzdoby. Návrhy sgrafit zpracoval malíř Josef Tulka. Průčelí je rozvrženo v pozdně renesančních formách. Pod okapem fasádu zdobí sgrafitový vlys s antickými motivy bohů, amorků a masek. Autorem návrhu sgrafit je Josef Tulka, který může být i autorem italizujících reliéfních grotesek a nástropního reliéfu s bakchickou taneční scénou v průjezdu. Výzdoba je ovlivněna italskou renesancí. Naproti tomu v jednoznačně národním stylu je vlys ve vestibulu od Josefa Václava Myslbeka s figurálním výjevem „Vítězný průvod Záboje a Slavoje“ z roku 1875.

### Význam domu v dějinách novorenesanční architektury
Dům je významný v historii pražské novorenesanční architektury. Je jedním z prvních domů zdobených sgrafity. O uplatnění sgrafitoo na nájemních domech se zasloužil Josef Schulz, který podmínky pro sgrafitovou tvorbu studoval před rekonstrukcí Schwarzenberského paláce (1871). Poté se sgrafito počíná objevovat na nově stavěných domech navrhovaných zejména architekty Antonínem Wiehlem a Janem Zeyerem Podobně jako u ostatních domů Wiehl na návrhu Olivova domu spolupracoval Josefem Václavem Myslbekem a Josefem Tulkou jedním z malířů generace Národního divadla. Na realizaci domu tak spolupracovali tři významní představitelé této generace.

## Dobové reakce na Wiehlův styl
Wiehlův kolega architekt Jan Koula jeho úsilí o formulování nového pojetí novorenesanční architektury definoval v roce 1883 ve Zprávách Spolku architektů jako "výklad o vývoji a stylu A. Wiehla" ve "........Wiehl bojuje o nové vyjádření architektonické na základě vzorů, pro Prahu a Čechy XVI. a XVII. století typických a ukázal k nim po prvé, když postavil svůj "sgrafitový domek" v Poštovské ulici. Od té doby pilně sbíral památky naší renesance, studovala je a kde mu bylo možno, hleděl jich užíti na svých stavbách. Wiehlovým přičiněním mluví se o "české renesanci; cítíme oprávněnost tohoto názvu, ale nikdo dosud nestanovil přesně, v čem ráz těch staveb záleží...." O uplatnění sgrafit na novorenesančních domech Koula referoval v článku "Domy pp.architektů V.Skučka a J.Zeyera"

## Dům v současnosti
Pro svou architektonickou hodnotu a význam v historii Prahy a její architektury je dům zapsán v Ústředním seznamu kulturních památek.

## Galerie Olivův dům čp. 1032/14 v Divadelní ulici

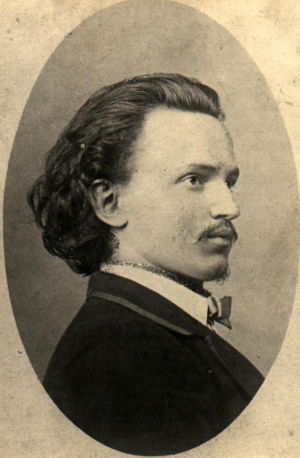
Josef Tulka – autor sgrafit
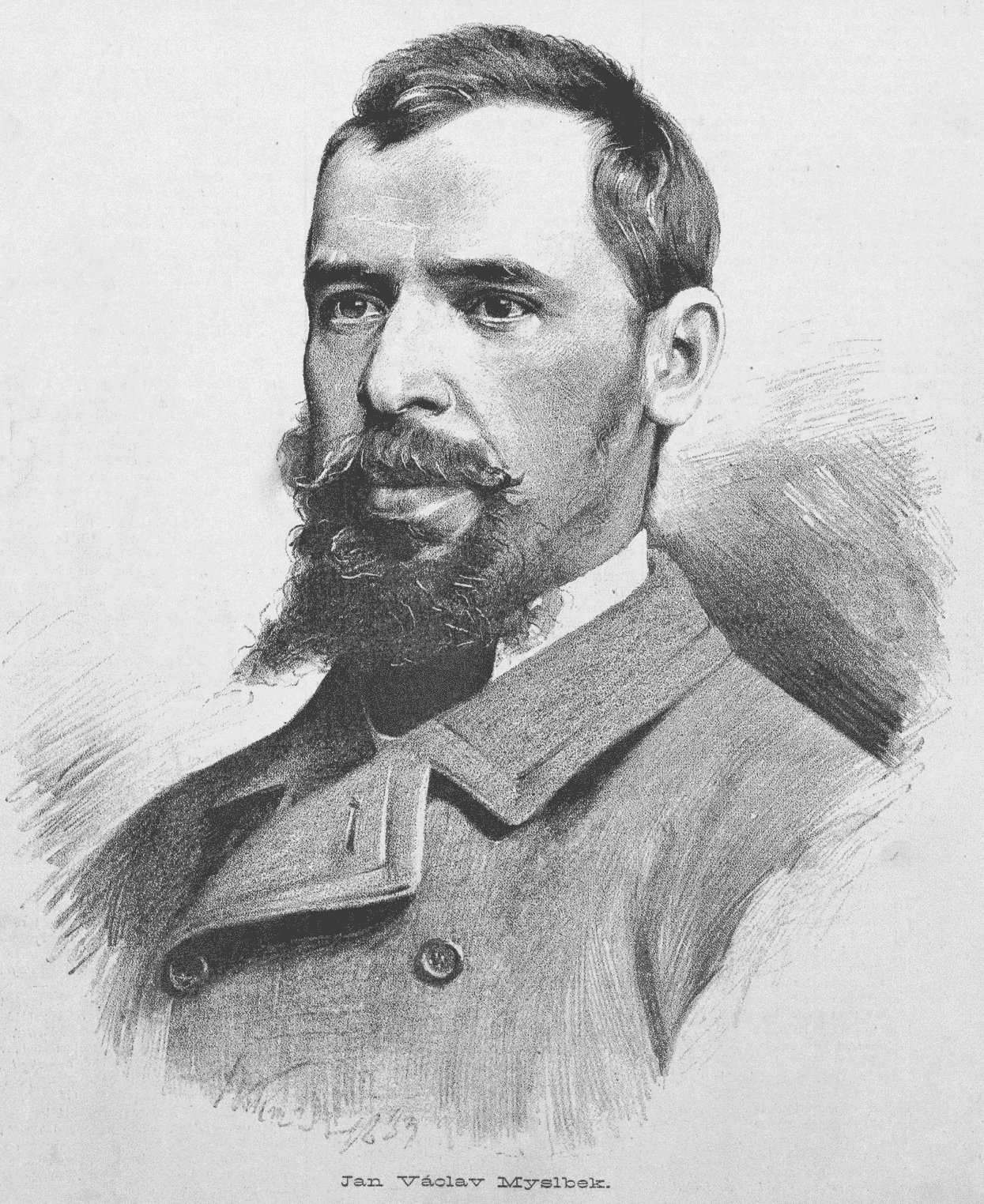
Josef Václav Myslbek – autor vlysu
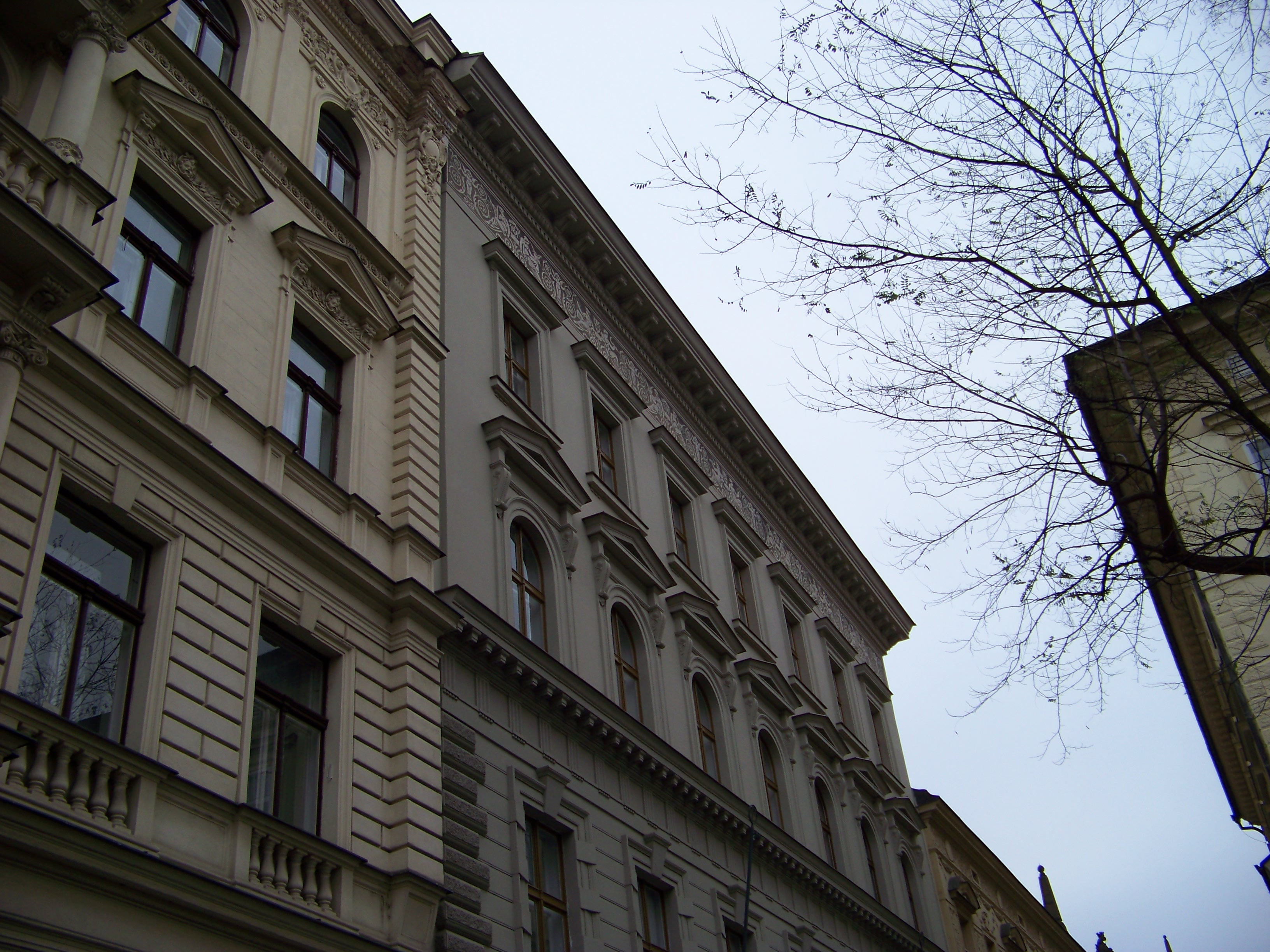
Staré Město, Divadelní 14, 1., 2. a 3. patro
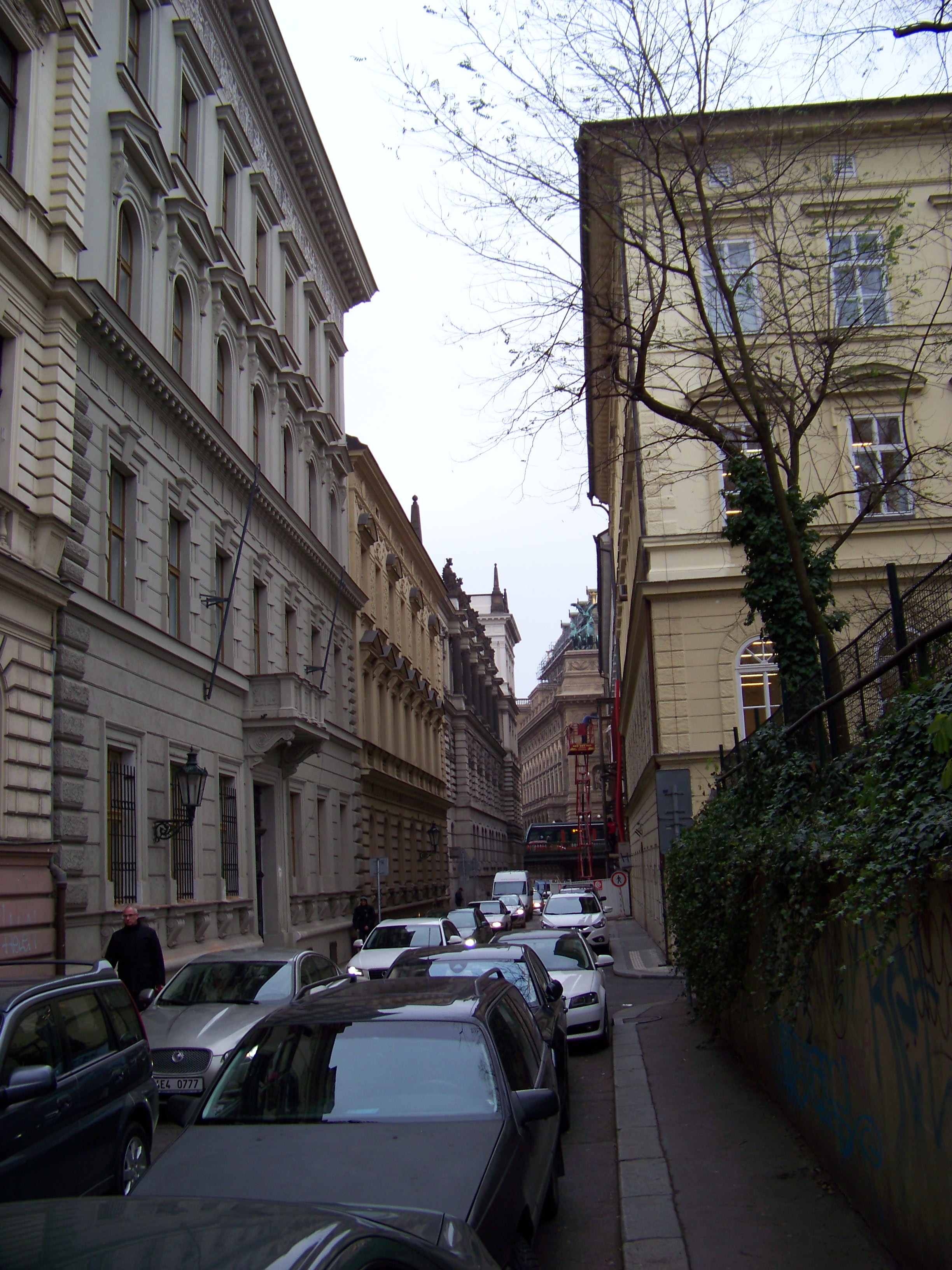
Staré Město, Divadelní 14, od parku k jihu
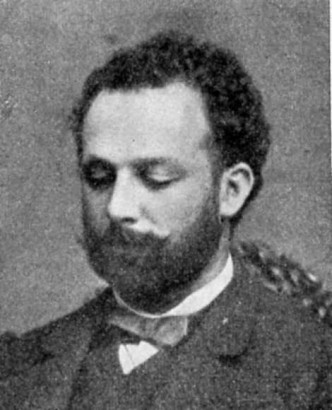
Jan Zeyer (1847-1903)